# Nakoku

Le sceau impérial de Chine qui aurait été accordé à Nakoku par l'empereur Han Guang Wudi.

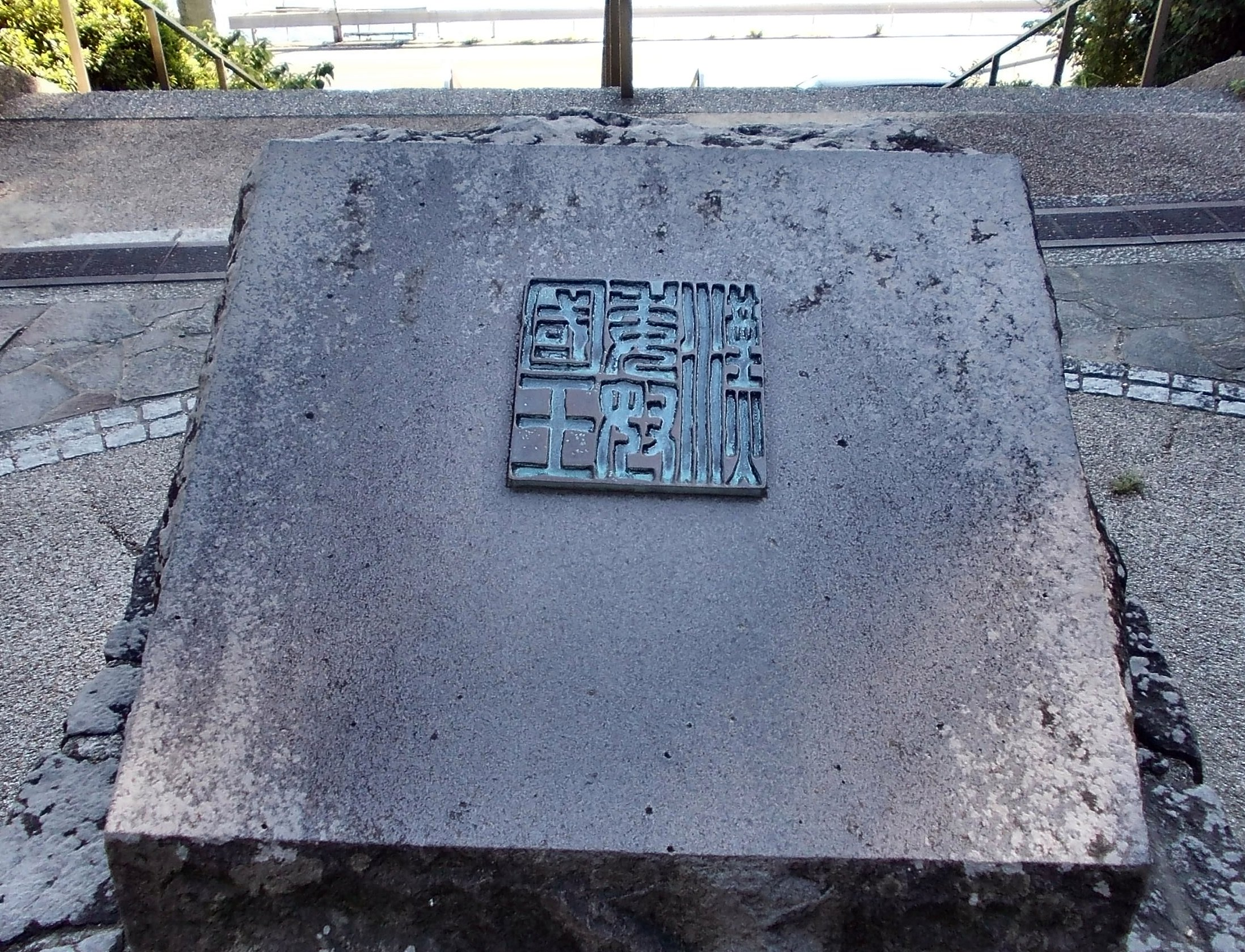
Réplique du sceau en or au parc Kin-in sur l'île de Shikanoshima.

Nakoku (奴国, Nakoku, Na-no-Kuni) est le nom d'un ancien État qui était situé dans et autour de l'actuelle ville de Fukuoka sur l'île japonaise de Kyūshū, du Ier siècle au début du IIIe siècle. Une grande partie de ce qui en est connu vient d'anciens documents de Chine et du Japon.

## Histoire
Selon le Livre des Han postérieurs, en 57 CE l'empereur Han Guang Wudi a accordé à Nakoku un sceau impérial sur le modèle des sceaux chinois en jade mais composé d'or : le sceau du roi de Na.
En retour, cette même année, Na envoya des émissaires dans la capitale chinoise, offrant un tribut et les salutations formelle du Nouvel An. Ce sceau a été découvert plus de 1500 ans plus tard par un fermier de l'époque d'Edo sur l'île de Shikanoshima, ce qui a aidé à confirmer l'existence de Nakoku qui était autrement connu seulement par d'anciennes chroniques. Les caractères 漢委奴國王 (Kan no Wa no Na-no-Koku-ō, « Roi du pays japonais de Na des Han ») sont gravés sur le sceau. 
Une référence se trouve dans vol. 30 du Livre des Wei dans les Chroniques des Trois Royaumes,  intitulé « Le rapport de ceux de l'Est : Note sur Wa » (東夷傳‧倭人條), à l'existence continue de Nakoku au IIIe siècle qui nomme les fonctionnaires et indique qu'il contient plus de 20 000 maisons. Cette section est connu au Japon sous le nom Gishi Wajinden (魏志倭人伝, « Documents des Wei : un compte-rendu des Wa »).
Certains historiens pensent que Nakoku correspond également à Na-no-Agata (儺県), une principauté qui a précédé la ville de Fukuoka.

## Source de la traduction
- (en) Cet article est partiellement ou en totalité issu de l’article de Wikipédia en anglais intitulé « Nakoku » (voir la liste des auteurs).